# 388

388(삼백팔십팔)은 387보다 크고 389보다 작은 자연수다.

## 수학
- 합성수로, 그 약수는 1, 2, 4, 97, 194, 388이다. 진약수의 합은 298이므로, 388은 부족수다.
- {\displaystyle 388=8^{2}+18^{2}}
  - 서로 다른 두 자연수의 제곱합으로 나타낼 수 있는 수다.
- {\displaystyle 61^{3}-1}은 388로 나누어떨어진다.

## 과학
- NGC 388(영어판): 물고기자리 방향에 있는 타원 은하.

## 교통
- 일본 388번 국도(일본어판): 오이타현 사이키시에서 구마모토현 구마군 유노마에정까지 이어지는 일본의 국도.
- 현도 제388호선

## 군사
- U-388(영어판): 제2차 세계 대전에 사용된 나치 독일의 군용 잠수함.

## 문화유산
- 대한민국의 보물 제388호 : 양주 회암사지 무학대사탑
- 대한민국의 사적 제388호: 강릉대도호부 관아
- 대한민국의 국가등록문화유산 제388호: 김구(金九) 서명문 태극기

## 기타
- 연도: 388년, 기원전 388년